# Ceratopteris
Genre
Ceratopteris est un genre de fougères aquatiques, de la famille des Pteridaceae.

## Liste d'espèces
- Ceratopteris pteridoides (Hook.) Hieron.
- Ceratopteris richardii (en) Brongn. – Fougère de Richard
- Ceratopteris thalictroides (L.) Brongn. – Fougère de Sumatra

## Génétique
Les fougères ont de nombreux chromosomes et de très grands ADN, ce qui a retardé leur séquençage. Le génome de la Fougère de Richard (Ceratopteris richardii (en)) a été séquencé en 2022 : 7,46 milliards de paires de bases réparties sur 39 chromosomes. Les gènes fonctionnels sont noyés parmi les séquences répétitives (85 % de l'ADN), qui se dupliquent de façon autonome. Parmi l'ADN codant on trouve des gènes d'origine bactérienne (acquis par transfert horizontal), souvent proches les uns des autres, qui protègent la plante des herbivores,.